# حجب ويكيبيديا في روسيا

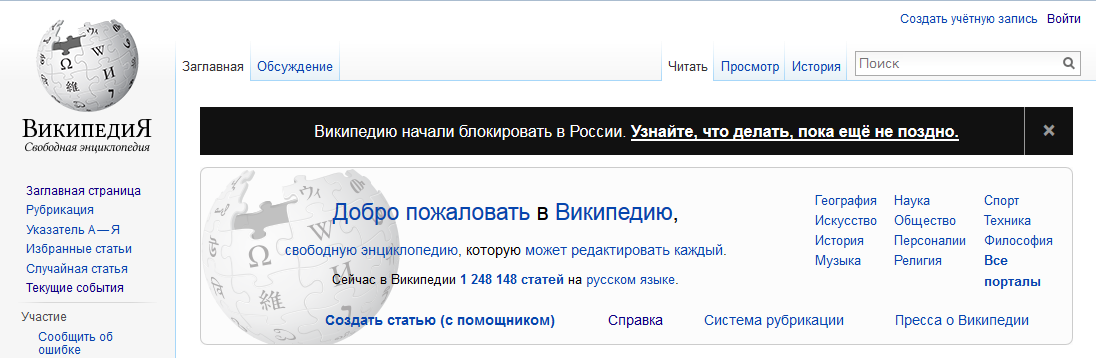
الصفحة الرئيسية للنسخة الروسية من ويكيبيديا الروسية يومي 24 و25 أغسطس 2015

تمّ حجب ويكيبيديا في روسيا خلال فترة شهر آب/أغسطس من عام 2015 حيث حُجبت أكثر من 25 مقالة تتناول بصورة رئيسية موضوع المخدرات والانتحار من ويكيبيديا الروسية وكان بعضها مقالات مختارة وباتَ من المستحيل الولوج إليها في روسيا بالطريقة العادية.

## الخلفية
بحلول 28 تموز/يوليو 2012 وقّعَ الرئيس الروسي فلاديمير بوتين على القانون الاتحادي رقم 139-FZ «بشأن تعديل القانون الاتحادي لحماية الأطفال من المعلومات الضارة على صحتهم بالإضافة إلى تعديل بعض القوانين التشريعية للاتحاد الروسي.» جاء هذا القانون بعددٍ من الأحكام والتشريعات التي تنطوي على حجب مواقع الإنترنت من خلال إضافتها إلى القائمة السوداء ومنع الوصول لها. في السياق ذاته أعربَ عددٌ من الخبراء عن مخاوفهم من أن هذا القانون يمكن استخدامه لفرض رقابة شديدة على الإنترنت.
في الواحد من تشرين الثاني/نوفمبر 2012 عملت الوزارة المكلّفة بجمعِ وتسجيل أسماء النطاقات وعناوين المواقع التي تحتوي على «معلومات محظورة» بما في ذلك ويكيبيديا.
في غضون ثلاث سنوات من اعتماد القانون؛ تمّ حظر وحجب أكثر من 25 مقالة في ويكيبيديا الروسية خاصّة تلك التي تتعلقُ بالمخدرات والانتحار. تمّ استبعاد معظم هذه المقالات بعد مرور بعض الوقت وبات مسموح الوصول لها في وقتٍ لاحق. ومع ذلك؛ وحتّى 25 أغسطس 2015 كانَ من الصعب الوصول لبعض تلك المقالات.